# III arrondissement di Marsiglia
Il III arrondissement di Marsiglia è uno dei sedici arrondissement in cui è suddivisa la città francese. Confina a nord-ovest con il XV arrondissement, a nord con il XIV arrondissement, ad est con il IV, a sud-est con il I arrondissement e ad ovest con il I arrondissement.
È diviso in quattro quartieri ufficiali: Belle de Mai, Saint-Lazare, Saint-Mauront e La Villette. Con il 55% della popolazione sotto la soglia di povertà è il più povero tra tutti i comuni e gli arrondissement della Francia metropolitana. 

## Economia
Nel 2010, il reddito fiscale medio per famiglia era di 14.212 euro, dato che collocava il III arrondissement all'ultimo posto non solo tra i 16 arrondissement di Marsiglia, ma anche tra tutti i comuni e gli arrondissement della Francia continentale.